# Beaumont Hotham (2e baron Hotham)
Beaumont Hotham, 2e baron Hotham (1737-1814), est un juge et homme politique anglais qui siège à la Chambre des communes de 1768 à 1774.

## Biographie
Il est le quatrième fils de Beaumont Hotham, 7e baronnet et de son épouse Frances Thompson de Welton, Yorkshire; Charles Hotham-Thompson (8e baronnet) est son frère aîné. Il est Lord grand chancelier en 1783 et baron de l'Echiquier pendant trente ans, de 1784 à février 1805. Il est 2e baron Hotham en mai 1813 à la mort de son frère aîné, William Hotham, 1er baron Hotham. Son petit-fils, Beaumont Hotham (3e baron Hotham) (1794–1870) lui succède comme baron.
Il est député de Wigan de 1768 à 1774 et aide à préparer le Madhouses Act de 1774. Il démissionne lors de sa nomination en tant que baron de l'échiquier et est remplacé au Parlement à l'élection partielle de 1775 par John Morton.

## Famille
Il se marie en 1767 avec Susanna Hankey, fille de Thomas Hankey. Ils ont trois fils et trois filles :
- Beaumont (1768-1799) épouse Philadelphia Dyke (décédé en 1808), fille de John Dixon Dyke, 3e baronnet, et est le père de Beaumont Hotham, 3e baron Hotham
- Henry (1777–1833), officier de la marine royale
- Frederick (mort en 1854), un religieux[3]
- Frances, mariée en 1797, à John Sutton[4]
- Amelia, mariée en 1798 à John Woodcock
- Louisa, épouse d'abord Charles Edmonstone et ensuite Charles Woodcock